# Flavio Zaragoza Cano
Flavio Zaragoza Cano (Cabatuán, Iloílo, 27 de junio de 1892–c. 1994) fue un abogado, periodista y escritor filipino de lengua castellana y reconocido hispanista.

## Biografía
Flavio Zaragoza se decidió a estudiar derecho por influencia de su profesor, Manuel Locsín. En 1910 se embarcó para Manila, donde se matriculó tanto en la Facultad de Derecho como más tarde en el Colegio de Derecho. 
Trabajó como ayudante en la Farmacia Filipina de Binondo, mientras enseñaba en el Colegio Mercantil para financiar sus estudios.
Su carrera periodística comenzó con las colaboraciones que realizó a la revista Renacimiento filipino. Más tarde fue periodista para La vanguardia, y director del Heraldo de Bícol, así como dos periódicos publicados en hiligueino, La nueva fuerza y El heraldo.
Abandonó sus estudios en 1914 para casarse con Josefa Francisco, y se trasladó a Albay donde se hizo cargo de una imprenta y de la dirección del periódico El heraldo de Bicolandia. En 1916, puso un bazar en Legazpi y la Imprenta Monserrat.
Fundó el primer sindicato de trabajadores en Bícol y en 1922 fue nombrado secretario municipal de su ciudad natal, Cabatuán, trasladándose en el mismo puesto al municipio de Dumangas, también en Iloílo, desde 1923 a 1927.
Aunque no finalizó sus estudios de Derecho, si le fue concedido el título de notario público. Más tarde, ya a partir de 1931, se convirtió en secretario privado del senador José M. Arroyo.
También actuó como intérprete en el Juzgado de Primera Instancia de Iloílo hasta 1935.

## Obras
- Cantos a España : poemas y poesías. Iloílo, Philippines : Lix, 1936.
- De Mactan a Tirad : (Lapolapo Bangotbanua y Del Pilar) : poema épico histórico Published Manila : Kanlaon, 1941

## Premios
Le fue concedido el Premio Zóbel en 1929 por su poema Las rimas.